# Ricardo Blei
Pour les articles homonymes, voir Blei.
 (octobre 2018).
Si vous disposez d'ouvrages ou d'articles de référence ou si vous connaissez des sites web de qualité traitant du thème abordé ici, merci de compléter l'article en donnant les références utiles à sa vérifiabilité et en les liant à la section « Notes et références ».
 (décembre 2018).
Ricardo Blei, né le 26 juillet 1989 à Amsterdam, est un acteur et doubleur néerlandais.

## Filmographie

### Cinéma
- 2009 : Bloesem : Max
- 2012 : Dit Is Het Begin : Techno kid
- 2015 : SpangaS in Actie (nl) : Abel Brandt
- 2017 : Pestkop (nl) : Menno

### Téléfilms
- 2007 : Fataal (nl) : Daniël de Graaf
- 2007-2008 : Onderweg naar Morgen : Mitchel Steenkamp
- 2008 : De Co-assistent (nl) : Gothic
- 2009 : Zeg 'ns Aaa (nl) : fleuriste
- 2009-2016 : SpangaS : Abel Brandt
- 2012 : Zaak Zappendael : Rôle inconnu
- 2015 : Zappmissie: Het geheim van Eyck (nl) : Rôle inconnu
- Depuis 2016 :	Topdoks (nl)